# Dubi
Dubi és una tribu del Iemen que ocupa un petit territori a l'Alt Yafa, entre Mawsata al sud-oest, i els hadhrami al nord-est, amb el Baix Yafa al sud i el soldanat de l'Alt Yafa al nord.
Dubi va formar almenys nominalment del Protectorat Occidental d'Aden (no consta la data del tractat). Mai va ingressar a la Federació d'Aràbia del Sud per la qual cosa fou part del Protectorat d'Aràbia del Sud entre el 1963 i el 1967. El 1967 va passar a la República Popular del Iemen del Sud on va romandre fins al 1990 com a part de la muhafazah III. El 1990 amb la unió dels dos Iemen, va quedar integrada a la governació de Dhala.

## Xeics
- Muhammad
- Jabir ben Muhammad vers 1800
- Atif ben Jabir
- Ahmad ben Atif vers 1850
- Salih ben Ahmad ben Atif fins vers 1900
- Muhammad ben Muthana ben Atif vers 1900-?
- Umar ben Muthana ben Atif vers 1900-?
- Salim ben Salih ben Atif Jabir, fins a 1946
- Abd al-Rahman ben Salih 1946-1967